# Исник Алими
Исник Алими (на македонска литературна норма: Исник Алими; на албански: Isnik Alimi) е албански футболист от Северна Македония, който играе като нападател.

## Биография
Роден е на 2 февруари 1994 година в Струга. Играе за АК Киево в италианското футболно първенство и за националния отбор по футбол на Република Македония. В националния отбор играе в 6 мача, а в кариерата си има и 2 гола.